# Lov ske dig, store Gud
Lov ske dig, store Gud är en psalm med text skriven av Johan Hjertén.
|  |
|  |

## Publicerad i
- 1819 års psalmbok som nr 382 under rubriken "Freds- och krigstider".[1]